# Un altre pas de rosca (pel·lícula)
Un altre pas de rosca (original en anglès, The Turn of the Screw) és una pel·lícula britànica del 1994 dirigida per Rusty Lemorande, basada en la novel·la homònima de Henry James de 1898. Va formar part de la secció oficial al XXV Festival Internacional de Cinema Fantàstic de Sitges. Ha estat doblada al català.

## Argument
Jenny Gooding és contractada pel ric Sr. Cooper per ser institutriz de les seves nebodes òrfenes, Flora i Miles. Arribats a la gran finca de Bly on viuen, la jove aviat descobrirà que les presències fantasmals planen sobre el lloc amb la intenció de prendre possessió dels dos nens.

## Repartiment
- Patsy Kensit : Jenny
- Stéphane Audran : Mrs. Grose
- Julian Sands : Mr. Cooper
- Marianne Faithfull : narrador
- Olivier Debray : Quint
- Bryony Brind : Miss Jessel

## Diferències amb la història
- A la història, el narrador és un tal Douglas que llegeix a un grup d'amics un manuscrit escrit per una antiga institutriu ja difunta que l'home diu haver conegut; a la pel·lícula, la història és narrada per una dona que llegeix el diari d'una institutriu difunta als membres d'una associació cultural literària.
- La història està ambientada a Anglaterra Victoriana, mentre que la pel·lícula a la dècada del 1960.[4]